# Hookstown, Pennsylvania
Hookstown là một thị trấn thuộc quận Beaver, tiểu bang Pennsylvania, Hoa Kỳ. Năm 2010, dân số của thị trấn này là 147 người.